# Иной фронт
«Иной фронт» (нем. Die andere Front) — двухсерийный военный телефильм производства ГДР, снятый в 1965 году режиссёром Хуго Херманом. 13—14 декабря 1967 года был впервые показан по Первой программе ЦТ СССР.

## Сюжет
Вторая мировая война идёт к завершению, армии Гитлера уже оттеснены Красной Армией на территорию Германии.
Лейтенант Вермахта Хайнц Барнак едет на грузовике по ночным дорогам навстречу линии фронта — с советской стороны…
Его мысли полны впечатлений, которые сформировали его жизнь в годы этой страшной войны: на ум приходит Сталинград, потом плен, а там долгие беседы с немецкими антифашистами из комитета «Свободная Германия», они открыли ему глаза на преступления и безумие гитлеровской войны…
Хайнц едет в обширную болотистую местность на линии фронта, где в окружении брошены гитлеровским командованием 4000 немецких солдат из его бывшей дивизии, и он считает своим долгом помочь спасти их жизни.
Он размышляет, как отреагирует его бывший командир полковник фон Деррен на предложение добровольно статься в плен, именно такое предложение, с письменным приказом генерала Зейдлица, везёт Хайнц своему командиру. Но ещё больше он взволнован предстоящей встречей со своим другом, убеждённым нацистом обер-лейтенантом Хольмом: увидит ли он в нём ещё друга или уже врага?
Но для начала ему нужно успеть добраться до остатков дивизии…

## В ролях
- Эберхард Мелис — Хайнц Барнак
- Эрих Мирек — Рихард Вейманн
- Ханньо Хассе — майор Рейнфурт
- Рудольф Ульрих — Шрёдер
- Евгений Кузнецов — генерал Кузнецов
- Евгений Марков — Боронин
- Игорь Ефимов — Гриша
- Зофья Слабошовска — Надя
- Фред Кёттерицш — полковник фон Дерре
- Ганс Клеринг — военный при фон Дерре
- Дитрих Кернер — обер-лейтенант Хольм
- Харольд Хаузер — Шейнер
- Клаус Манхен — Рольф Вейманн
- Гюнтер Зонненберг — Ковальски
- Вольфганг Канневишер — Штайнбах
- Вольфганг Хюбнер — Шмидт
- Вилли Нойенхан — Эдельман
- Герхард Хансель — Блашке
- Вилли Шраде — Брейер
- Бургхард Радемахер — Штёбель
- Эльфриде Флорин — советский врач
- и другие